# Grand Prix Monako 2025
Grand Prix Monako 2025, oficjalnie Formula 1 TAG Heuer Grand Prix de Monaco 2025 – ósma runda Mistrzostw Świata Formuły 1 w sezonie 2025. Grand Prix odbyło się w dniach 23–25 maja 2025 na torze Circuit de Monaco w Monako. Hat trick w postaci zdobycia pole position, wygrania wyścigu oraz uzyskania najszybszego okrążenia zdobył Lando Norris (McLaren). Na podium stanęli również Charles Leclerc (Ferrari) i Oscar Piastri (McLaren).
W celu promowania lepszych wyścigów, liczba obowiązkowych pit stopów wzrosła. Podczas Grand Prix została wdrożona strategia minimum dwóch pit stopów, zarówno w warunkach mokrych, jak i suchych. Zespoły zostały również zobowiązane do użycia co najmniej trzech zestawów opon w wyścigu, z co najmniej dwoma różnymi mieszankami w przypadku wyścigu na suchej nawierzchni.

## Lista startowa
| Nr          | Kierowca              | Zespół                             | Samochód                          | Silnik              | Opony |
| ----------- | --------------------- | ---------------------------------- | --------------------------------- | ------------------- | ----- |
| 1           | Max Verstappen        | Oracle Red Bull Racing             | Red Bull Racing RB21              | Honda RBPTH002      | P     |
| 4           | Lando Norris          | McLaren Formula 1 Team             | McLaren MCL39                     | Mercedes-AMG F1 M16 | P     |
| 5           | Gabriel Bortoleto     | Stake F1 Team Kick Sauber          | Kick Sauber C45                   | Ferrari 066/12      | P     |
| 6           | Isack Hadjar          | Visa Cash App Racing Bulls F1 Team | Racing Bulls VCARB 02             | Honda RBPTH002      | P     |
| 10          | Pierre Gasly          | BWT Alpine F1 Team                 | Alpine A525                       | Renault E-Tech RE25 | P     |
| 12          | Andrea Kimi Antonelli | Mercedes-AMG PETRONAS F1 Team      | Mercedes-AMG F1 W16 E Performance | Mercedes-AMG F1 M16 | P     |
| 14          | Fernando Alonso       | Aston Martin Aramco F1 Team        | Aston Martin AMR25                | Mercedes-AMG F1 M16 | P     |
| 16          | Charles Leclerc       | Scuderia Ferrari HP                | Ferrari SF-25                     | Ferrari 066/12      | P     |
| 18          | Lance Stroll          | Aston Martin Aramco F1 Team        | Aston Martin AMR25                | Mercedes-AMG F1 M16 | P     |
| 22          | Yūki Tsunoda          | Oracle Red Bull Racing             | Red Bull Racing RB21              | Honda RBPTH002      | P     |
| 23          | Alexander Albon       | Atlassian Williams Racing          | Williams FW47                     | Mercedes-AMG F1 M16 | P     |
| 27          | Nico Hülkenberg       | Stake F1 Team Kick Sauber          | Kick Sauber C45                   | Ferrari 066/12      | P     |
| 30          | Liam Lawson           | Visa Cash App Racing Bulls F1 Team | Racing Bulls VCARB 02             | Honda RBPTH002      | P     |
| 31          | Esteban Ocon          | MoneyGram Haas F1 Team             | Haas VF-25                        | Ferrari 066/12      | P     |
| 43          | Franco Colapinto      | BWT Alpine F1 Team                 | Alpine A525                       | Renault E-Tech RE25 | P     |
| 44          | Lewis Hamilton        | Scuderia Ferrari HP                | Ferrari SF-25                     | Ferrari 066/12      | P     |
| 55          | Carlos Sainz Jr.      | Atlassian Williams Racing          | Williams FW47                     | Mercedes-AMG F1 M16 | P     |
| 63          | George Russell        | Mercedes-AMG PETRONAS F1 Team      | Mercedes-AMG F1 W16 E Performance | Mercedes-AMG F1 M16 | P     |
| 81          | Oscar Piastri         | McLaren Formula 1 Team             | McLaren MCL39                     | Mercedes-AMG F1 M16 | P     |
| 87          | Oliver Bearman        | MoneyGram Haas F1 Team             | Haas VF-25                        | Ferrari 066/12      | P     |
| Źródło: FIA |                       |                                    |                                   |                     |       |

## Wyniki

### Najlepsze czasy sesji treningowych
| Sesja       | Nr | Kierowca        | Konstruktor | Czas     | Okr. |
| ----------- | -- | --------------- | ----------- | -------- | ---- |
| 1           | 16 | Charles Leclerc | Ferrari     | 1:11,964 | 33   |
| 2           | 16 | Charles Leclerc | Ferrari     | 1:11,355 | 32   |
| 3           | 16 | Charles Leclerc | Ferrari     | 1:10,953 | 25   |
| Źródło: FIA |    |                 |             |          |      |

### Kwalifikacje
| P                    | Nr | Kierowca              | Konstruktor                  | Czasy w kwalifikacjach | Czasy w kwalifikacjach | Czasy w kwalifikacjach | Poz. s. |
| P                    | Nr | Kierowca              | Konstruktor                  | Q1                     | Q2                     | Q3                     | Poz. s. |
| -------------------- | -- | --------------------- | ---------------------------- | ---------------------- | ---------------------- | ---------------------- | ------- |
| 1                    | 4  | Lando Norris          | McLaren-Mercedes             | 1:11,285               | 1:10,570               | 1:09,954               | 1       |
| 2                    | 16 | Charles Leclerc       | Ferrari                      | 1:11,229               | 1:10,581               | 1:10,063               | 2       |
| 3                    | 81 | Oscar Piastri         | McLaren-Mercedes             | 1:11,308               | 1:10,858               | 1:10,129               | 3       |
| 4                    | 44 | Lewis Hamilton        | Ferrari                      | 1:11,575               | 1:10,883               | 1:10,382               | 7       |
| 5                    | 1  | Max Verstappen        | Red Bull Racing-Honda RBPT   | 1:11,431               | 1:10,875               | 1:10,669               | 4       |
| 6                    | 6  | Isack Hadjar          | Racing Bulls-Honda RBPT      | 1:11,811               | 1:11,040               | 1:10,923               | 5       |
| 7                    | 14 | Fernando Alonso       | Aston Martin Aramco-Mercedes | 1:11,674               | 1:11,182               | 1:10,924               | 6       |
| 8                    | 31 | Esteban Ocon          | Haas-Ferrari                 | 1:11,839               | 1:11,262               | 1:10,942               | 8       |
| 9                    | 30 | Liam Lawson           | Racing Bulls-Honda RBPT      | 1:11,818               | 1:11,250               | 1:11,129               | 9       |
| 10                   | 23 | Alexander Albon       | Williams-Mercedes            | 1:11,629               | 1:10,732               | 1:11,213               | 10      |
| 11                   | 55 | Carlos Sainz Jr.      | Williams-Mercedes            | 1:11,707               | 1:11,362               |                        | 11      |
| 12                   | 22 | Yūki Tsunoda          | Red Bull Racing-Honda RBPT   | 1:11,800               | 1:11,415               |                        | 12      |
| 13                   | 27 | Nico Hülkenberg       | Kick Sauber-Ferrari          | 1:11,871               | 1:11,596               |                        | 13      |
| 14                   | 63 | George Russell        | Mercedes                     | 1:11,507               | –                      |                        | 14      |
| 15                   | 12 | Andrea Kimi Antonelli | Mercedes                     | 1:11,880               | –                      |                        | 15      |
| 16                   | 5  | Gabriel Bortoleto     | Kick Sauber-Ferrari          | 1:11,902               |                        |                        | 16      |
| 17                   | 87 | Oliver Bearman        | Haas-Ferrari                 | 1:11,979               |                        |                        | 20      |
| 18                   | 10 | Pierre Gasly          | Alpine-Renault               | 1:11,994               |                        |                        | 17      |
| 19                   | 18 | Lance Stroll          | Aston Martin Aramco-Mercedes | 1:12,563               |                        |                        | 19      |
| 20                   | 43 | Franco Colapinto      | Alpine-Renault               | 1:12,597               |                        |                        | 18      |
| 107% czasu: 1:16,215 |    |                       |                              |                        |                        |                        |         |
| Źródło: FIA          |    |                       |                              |                        |                        |                        |         |

### Wyścig
| P           | Nr | Kierowca              | Konstruktor                  | Okr. | Czas                       | Poz. s. | +/−       | Punkty |
| ----------- | -- | --------------------- | ---------------------------- | ---- | -------------------------- | ------- | --------- | ------ |
| 1           | 4  | Lando Norris          | McLaren-Mercedes             | 78   | 1:40:33,843                | 1       | Bez zmian | 25     |
| 2           | 16 | Charles Leclerc       | Ferrari                      | 78   | +3,131                     | 2       | Bez zmian | 18     |
| 3           | 81 | Oscar Piastri         | McLaren-Mercedes             | 78   | +3,658                     | 3       | Bez zmian | 15     |
| 4           | 1  | Max Verstappen        | Red Bull Racing-Honda RBPT   | 78   | +20,572                    | 4       | Bez zmian | 12     |
| 5           | 44 | Lewis Hamilton        | Ferrari                      | 78   | +51,387                    | 7       | 2         | 10     |
| 6           | 6  | Isack Hadjar          | Racing Bulls-Honda RBPT      | 77   | +1 okrążenie               | 5       | 1         | 8      |
| 7           | 31 | Esteban Ocon          | Haas-Ferrari                 | 77   | +1 okrążenie               | 8       | 1         | 6      |
| 8           | 30 | Liam Lawson           | Racing Bulls-Honda RBPT      | 77   | +1 okrążenie               | 9       | 1         | 4      |
| 9           | 23 | Alexander Albon       | Williams-Mercedes            | 76   | +2 okrążenia               | 10      | 1         | 2      |
| 10          | 55 | Carlos Sainz Jr.      | Williams-Mercedes            | 76   | +2 okrążenia               | 11      | 1         | 1      |
| 11          | 63 | George Russell        | Mercedes                     | 76   | +2 okrążenia               | 14      | 3         |        |
| 12          | 87 | Oliver Bearman        | Haas-Ferrari                 | 76   | +2 okrążenia               | 20      | 8         |        |
| 13          | 43 | Franco Colapinto      | Alpine-Renault               | 76   | +2 okrążenia               | 18      | 5         |        |
| 14          | 5  | Gabriel Bortoleto     | Kick Sauber-Ferrari          | 76   | +2 okrążenia               | 16      | 2         |        |
| 15          | 18 | Lance Stroll          | Aston Martin Aramco-Mercedes | 76   | +2 okrążenia               | 19      | 4         |        |
| 16          | 27 | Nico Hülkenberg       | Kick Sauber-Ferrari          | 76   | +2 okrążenia               | 13      | 3         |        |
| 17          | 22 | Yūki Tsunoda          | Red Bull Racing-Honda RBPT   | 76   | +2 okrążenia               | 12      | 5         |        |
| 18          | 12 | Andrea Kimi Antonelli | Mercedes                     | 75   | +3 okrążenia               | 15      | 3         |        |
| NS          | 14 | Fernando Alonso       | Aston Martin Aramco-Mercedes | 36   | NU (silnik)                | 6       |           |        |
| NS          | 10 | Pierre Gasly          | Alpine-Renault               | 7    | NU (uszkodzenia kolizyjne) | 17      |           |        |
| Źródło: FIA |    |                       |                              |      |                            |         |           |        |

### Najszybsze okrążenie
| Nr          | Kierowca     | Konstruktor      | Czas     | Okr. |
| ----------- | ------------ | ---------------- | -------- | ---- |
| 4           | Lando Norris | McLaren-Mercedes | 1:13,221 | 78   |
| Źródło: FIA |              |                  |          |      |

### Prowadzenie w wyścigu
| Nr                              | Kierowca        | Konstruktor                | Okrążenia          | Suma |
| ------------------------------- | --------------- | -------------------------- | ------------------ | ---- |
| 4                               | Lando Norris    | McLaren-Mercedes           | 1–18, 28–49, 77–78 | 42   |
| 16                              | Charles Leclerc | Ferrari                    | 19–21              | 3    |
| 1                               | Max Verstappen  | Red Bull Racing-Honda RBPT | 22–27, 50–76       | 33   |
| \| Wykres \| \| ------ \| \| \| |                 |                            |                    |      |
| Źródło: FIA                     |                 |                            |                    |      |
| Wykres                          |                 |                            |                    |      |
|                                 |                 |                            |                    |      |

## Klasyfikacja po wyścigu

### Kierowcy
| P           | +/–       | Kierowca              | Zgł. | Punkty | P1 | P2 | P3 | PP | NO | NS | NU | NW | DK |
| ----------- | --------- | --------------------- | ---- | ------ | -- | -- | -- | -- | -- | -- | -- | -- | -- |
| 1           | Bez zmian | Oscar Piastri         | 8    | 161    | 4  | –  | 3  | 3  | 1  | –  | –  | –  | –  |
| 2           | Bez zmian | Lando Norris          | 8    | 158    | 2  | 4  | 1  | 2  | 5  | –  | –  | –  | –  |
| 3           | Bez zmian | Max Verstappen        | 8    | 136    | 2  | 2  | –  | 3  | 1  | –  | –  | –  | –  |
| 4           | Bez zmian | George Russell        | 8    | 99     | –  | 1  | 3  | –  | –  | –  | –  | –  | –  |
| 5           | Bez zmian | Charles Leclerc       | 8    | 79     | –  | 1  | 1  | –  | –  | 1  | –  | –  | 1  |
| 6           | Bez zmian | Lewis Hamilton        | 8    | 63     | –  | –  | –  | –  | –  | 1  | –  | –  | 1  |
| 7           | Bez zmian | Andrea Kimi Antonelli | 8    | 48     | –  | –  | –  | –  | 1  | 1  | 1  | –  | –  |
| 8           | Bez zmian | Alexander Albon       | 8    | 42     | –  | –  | –  | –  | –  | –  | –  | –  | –  |
| 9           | Bez zmian | Esteban Ocon          | 8    | 20     | –  | –  | –  | –  | –  | 1  | 1  | –  | –  |
| 10          | 4         | Isack Hadjar          | 8    | 15     | –  | –  | –  | –  | –  | 1  | –  | 1  | –  |
| 11          | 1         | Lance Stroll          | 8    | 14     | –  | –  | –  | –  | –  | –  | –  | –  | –  |
| 12          | 1         | Carlos Sainz Jr.      | 8    | 12     | –  | –  | –  | –  | –  | 2  | 2  | –  | –  |
| 13          | 1         | Yūki Tsunoda          | 8    | 10     | –  | –  | –  | –  | –  | 1  | 1  | –  | –  |
| 14          | 1         | Pierre Gasly          | 8    | 7      | –  | –  | –  | –  | –  | 3  | 2  | –  | 1  |
| 15          | Bez zmian | Nico Hülkenberg       | 8    | 6      | –  | –  | –  | –  | –  | 1  | –  | –  | 1  |
| 16          | Bez zmian | Oliver Bearman        | 8    | 6      | –  | –  | –  | –  | –  | 1  | 1  | –  | –  |
| 17          | 1         | Liam Lawson           | 8    | 4      | –  | –  | –  | –  | –  | 2  | 2  | –  | –  |
| 18          | 1         | Fernando Alonso       | 8    | 0      | –  | –  | –  | –  | –  | 3  | 3  | –  | –  |
| 19          | Bez zmian | Jack Doohan           | 6    | 0      | –  | –  | –  | –  | –  | 2  | 2  | –  | –  |
| 20          | 1         | Franco Colapinto      | 2    | 0      | –  | –  | –  | –  | –  | –  | –  | –  | –  |
| 21          | 1         | Gabriel Bortoleto     | 8    | 0      | –  | –  | –  | –  | –  | 2  | 2  | –  | –  |
| Źródło: FIA |           |                       |      |        |    |    |    |    |    |    |    |    |    |

### Konstruktorzy
| P           | +/–       | Konstruktor                  | Zgł. | Punkty | P1 | P2 | P3 | PP | NO | NS | NU | NW | DK |
| ----------- | --------- | ---------------------------- | ---- | ------ | -- | -- | -- | -- | -- | -- | -- | -- | -- |
| 1           | Bez zmian | McLaren-Mercedes             | 16   | 319    | 6  | 4  | 4  | 5  | 6  | –  | –  | –  | –  |
| 2           | Bez zmian | Mercedes                     | 16   | 147    | –  | 1  | 3  | –  | 1  | 1  | 1  | –  | –  |
| 3           | Bez zmian | Red Bull Racing-Honda RBPT   | 16   | 143    | 2  | 2  | –  | 3  | 1  | 2  | 2  | –  | –  |
| 4           | Bez zmian | Ferrari                      | 16   | 142    | –  | 1  | 1  | –  | –  | 2  | –  | –  | 2  |
| 5           | Bez zmian | Williams-Mercedes            | 16   | 54     | –  | –  | –  | –  | –  | 2  | 2  | –  | –  |
| 6           | Bez zmian | Haas-Ferrari                 | 16   | 26     | –  | –  | –  | –  | –  | 2  | 2  | –  | –  |
| 7           | 1         | Racing Bulls-Honda RBPT      | 16   | 22     | –  | –  | –  | –  | –  | 2  | 1  | 1  | –  |
| 8           | 1         | Aston Martin Aramco-Mercedes | 16   | 14     | –  | –  | –  | –  | –  | 3  | 3  | –  | –  |
| 9           | Bez zmian | Alpine-Renault               | 16   | 7      | –  | –  | –  | –  | –  | 5  | 4  | –  | 1  |
| 10          | Bez zmian | Kick Sauber-Ferrari          | 16   | 6      | –  | –  | –  | –  | –  | 3  | 2  | –  | 1  |
| Źródło: FIA |           |                              |      |        |    |    |    |    |    |    |    |    |    |